# Daniel Micka

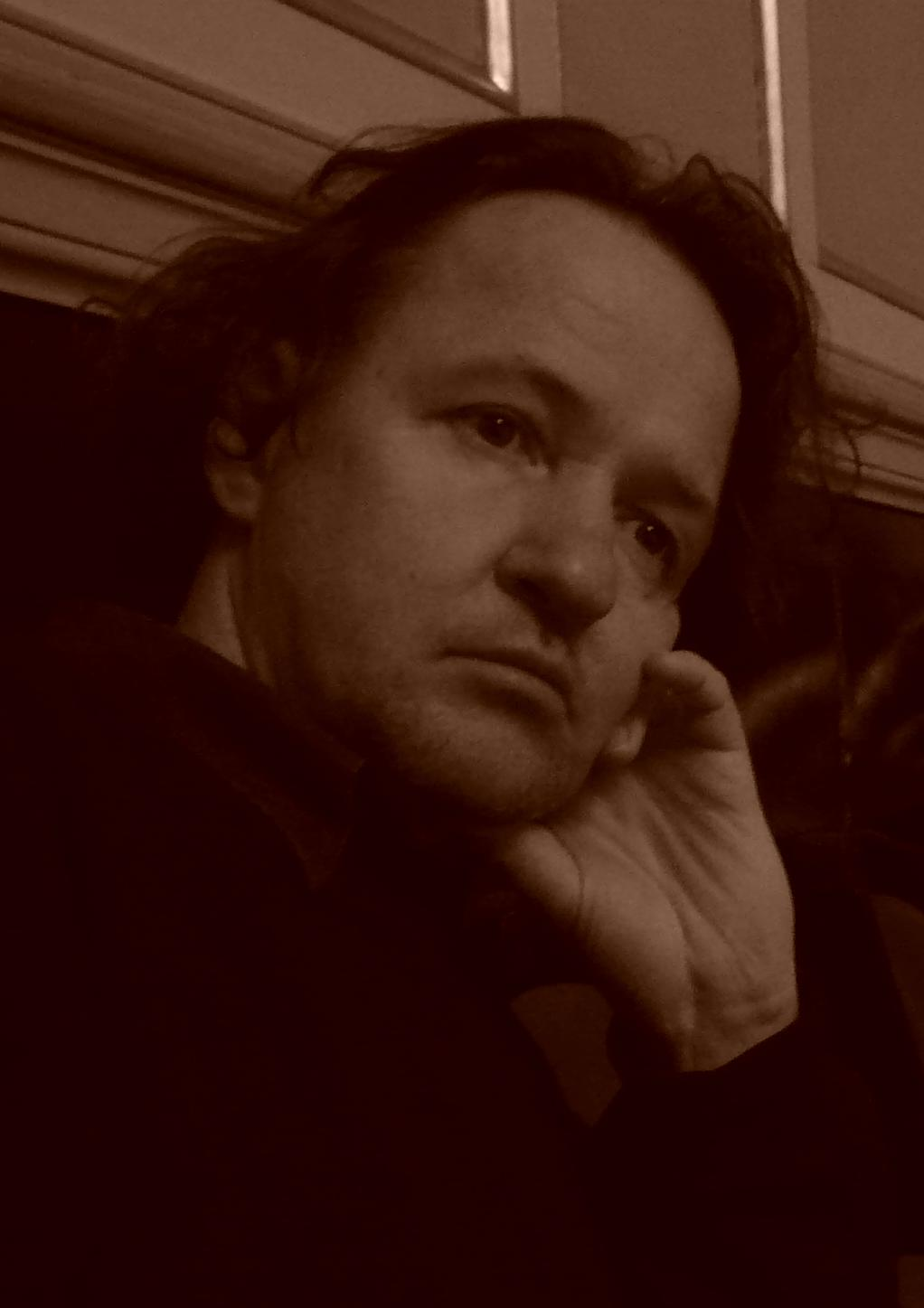
Daniel Micka (2007)

Daniel Micka (* 22. April 1963 in Prag) ist ein tschechischer Schriftsteller und Übersetzer aus dem Englischen und Französischen in die tschechische Sprache.

## Leben und Wirken
Daniel Micka veröffentlichte seine Erzählungen in vielen Literaturzeitschriften. Im Petrov Verlag erschienen zwei Sammlungen, eine weitere wurde im Verlag Dybbuk ausgegeben (zuerst als E-Book). Einige von seinen Erzählungen erschienen in Übersetzung in ausländischen literarischen Sammelbänden oder Zeitschriften.
Er übersetzte neben Büchern auch Texte für das Tschechoslowakische Fernsehen und für die Alfafilm-Gesellschaft.
Zur Zeit widmet sich Daniel Micka nebst Prosa auch Übersetzungen aus der englischen und französischen Sprache für verschiedene Verlage, insbesondere von Büchern über Psychologie und Religion. Er ist auch als Herausgeber und Redakteur tätig. Daniel Micka lebt und arbeitet in Prag.

## Eigenes Werk

### Beiträge in Zeitschriften
Einzelne Erzählungen Mickas erschienen seit 1992 in den literarischen Zeitschriften Tvar, Literární noviny, Vokno, Iniciály, Revolver Revue etc.
In der Edition TVARy (als Beilage zu der Zeitschrift Tvar) erschienen kleinere Erzählungssammlungen:
- Strach z lidí. (Angst vor Menschen.) Edition TVARy, Bd. 2 (1995), S. 1–32. In: Tvar. Jahrg. 6,  Nr. 2 (26. Januar 1995).
- Hledání člověka. (Die Suche nach einem Menschen.) Edition TVARy, Bd. 19 (2004), S. 1–32. In: Tvar. Jahrg. 15, Nr. 19 (18. November 2004). ISSN 0862-657X.

### Ausgegebene Bücher
- Samou láskou člověka sníst. (Aus lauter Liebe den Mensch aufessen.) Petrov, Brno 1996, ISBN 80-85247-72-0.

– Eine Sammlung von 23 kurzen Erzählungen, die die Empfindungen eines einsamen Menschen ausdrücken, der sich wagt in die Richtung zu den Leuten austreten, der aber vergeblich seinen Platz im Leben sucht. Das Endresultat aller Erzählungen ist folglich der Untergang und Gleichgültigkeit im Bezug zu den anderen und vice versa.
- Strach z lidí. (Angst vor Menschen.) Petrov, Brno 2001, ISBN 80-7227-097-4.

– Eine Sammlung von 42 thematisch diversen Erzählungen, vereinigten durch das Gefühl der Ausrottung, Tappen der Menschen, Verlegenheit über das Leben und zwischenmenschliche Beziehungen, und Angst vor anderen Leuten. Das Buch ist spiegelsymmetrisch zu dem vorgehenden, eigentlich dessen Fortsetzung.
- Hledání člověka a sny o milování se s ním. (Die Suche nach einem Menschen, Träume und Liebe mit ihm.) Dybbuk, Praha 2011, ISBN 978-80-7438-042-6.
  - Bevor der revidierten Buchausgabe erschien ein E-Buch: Hledání člověka a milování se s ním. Dybbuk, Praha (E-Book) 1. November 2007 (Beletrie; Bd. 05.)

– Eine weitere Sammlung von Erzählungsreflexionen, die auf ungewöhnlichem Situationen beruhen, die zwar in vielen ungewohnten Varianten erscheinen, aber in derselben Rolle. Eine literarische und existenzielle Aussage von jemandem, der in dem Teil Suche nach einem Menschen den Leser durch eine phantastische Welt führt, wenn auch die Minigeschichten eher die Absurdität der realen Welt reflektieren. Der zweite Teil, Die Träume über Menschenliebe, zeigt träumerische Vorstellungen und geheime Winkel der Seele des Autors – und auch des Lesers, der vollkommen die Imagination und Atmosphäre der Prose, sowie schrecklich als auch attraktiv, absorbiert.

### Vertretung in Sammelbänden
- Exkurse. In: Radim Kopáč, Karolína Jirkalová et al. (Hrsg.): Antologie nové české literatury 1995–2004. (Anthologie der neuen tschechischen Literatur 1995–2004.) Fra, Praha 2004, ISBN 80-86603-22-9, S. 209–213.

### Übersetzungen in fremde Sprachen
- Illusorinen murha (Illusiver Mord) [Iluzorní vražda] (finnisch, übersetzt von Eero Balk). In: Parnasso. 44, Nr. 3, September 1994, S. 322, ISSN 0031-2320.
- Ystäväkauppa (Boutique mit Freunden) [Krámek s přáteli] (finnisch, übersetzt von Eero Balk). In: Bohemia. Nr. 1, 2004, ISSN 1456-9493.
- Verhalen: Adoptie; Ontsnapping; Zoenen van een egel in een kool (Erzählungen) [Povídky] (niederländisch, übersetzt von Herbert van Lynden). In: Tijdschrift voor Slavische Literatur. Nr. 48, Dezember 2007, S. 36–47, ISSN 0922-1182.
- Verhalen : Mijn terechtstelling; Kooi met bavianen; Kastanjes (Erzählungen) [Povídky] (niederländisch, übersetzt von Herbert van Lynden). In: Tijdschrift voor Slavische Literatur. Nr. 63, Dezember 2012, S. 71–75, ISSN 0922-1182. Erreichbar online
- W poszukiwaniu człowieka (Die Suche nach einem Menschen) [Hledání člověka] (polnisch, übersetzt von Barbara Kudaj). In: Czeskie Revue [online], 2005. Erreichbar online (Memento vom 13. August 2007 im Internet Archive) – drei Erzählungen aus dem Ensemble Die Suche nach einem Menschen (2004).

### Inspirationen
- Einige Motive der herausgegebenen Erzählungen Mickas benutzte Stanislav Zajíček als Grundlage für das Theaterstück Koťátka a tyrani (Kätzchen und Tyrannen), das das Studententheater Pária des Matyáš Lerch Gymnasiums (GML) in Brünn unter seiner Leitung einstudierte und nach der Premiere am 9. November 2002 in der Aula des GML in zwei Vorführungen präsentierte.
- Fragmente aus Daniel Mickas Texten benutzte Jan Antonín Pitínský für den zweiten Teil von Bluesmeni (nach einer fiktiven Antologie Blues 1890–1940 von Michal Šanda), die das Petr-Bezurč-Tehater in Ostrava unter Regie von Pitínský einstudierte und nach der Premiere am 11. November 2011 in der Szene eines Puppentheaters bis zur Dernière am 15. November 2012 in seinem Repertoire blieb.

## Tätigkeit als Übersetzer

### Übersetzungen aus dem Englischen ins Tschechische
- Stuart Wilde: Kormidluj svůj člun. (Affirmationen : Gedanken haben Schöpferkraft.) [Affirmations.] Erika, Petra, Praha 1994, ISBN 80-85612-78-X.
- Norman Vincent Peale: Síla pozitivního žití. (Die Kraft des positiven Denkens.) [The Power of Positive Living.] Pragma, Knižní klub, Praha 1996, ISBN 80-7176-450-7, ISBN 80-7205-059-1.
- Stephen Baker: Jak žít s neurotickou kočkou. (Vom Umgang mit neurotischen Katzen.) [How to Live with a Neurotic Cat.] Pragma, Praha 1997, ISBN 80-7205-385-X.
- Henryk Skolimowski: Účastná mysl : nová teorie poznání a vesmíru. [The Participatory Mind : A New Theory of Knowledge and of the Universe.] Mladá fronta, Praha 2001, ISBN 80-204-0918-1.
- John N. Gray: Dvě tváře liberalismu. [Two Faces of Liberalism.] Mladá fronta, Praha 2004, ISBN 80-204-0992-0.
- Daniel A. Helminiak: Ježíš Kristus : kým byl/je doopravdy. [The Same Jesus : A Contemporary Christology.] Práh, Praha 2004, ISBN 80-7252-105-5.
- Gerald G. Jampolsky: Léčivá moc lásky : sedm principů atitudálního léčení. (Was heilt ist die Liebe…) [Teach Only Love : The Seven Principles of Attitudinal Healing.] Pragma, Praha 2004, ISBN 80-7205-145-8.
- Gregory L. White, Paul E. Mullen: Žárlivost : teorie, výzkum a klinické strategie. [Jealousy : Theory, Research, and Clinical Strategies.] Triton, Praha 2006, ISBN 80-7254-708-9.
- Daniel A. Helminiak: Co vlastně Bible říká o homosexualitě? [What the Bible Really Says About Homosexuality.] Centrum pro studium demokracie a kultury (CDK), Brno 2007, ISBN 978-80-7325-122-2.
- Jeffrey Moussaieff Masson: Útok na pravdu : Freudovo potlačení teorie svádění. (Was hat man dir, du armes Kind, getan? : Sigmund Freuds Unterdrückung der Verführungstheorie.) [The Assault on Truth : Freud's Suppression of the Seduction Theory.] Mladá fronta, Praha 2007, ISBN 978-80-204-1640-7.
- Samuel Slipp: Freudovská mystika : Freud, ženy a feminismus. [The Freudian Mystique : Freud, Women, and Feminism.] Triton, Praha 2007, ISBN 978-80-7254-891-0.
- Larry Wolff: Týrání a zneužívání dětí ve Vídni v době Freuda (korespondenční lístky z konce světa). (Ansichtskarten vom Weltuntergang : Kindesmisshandlungen in Freuds Wien.) [Child Abuse in Freud's Vienna : Postcards from the End of the World.] Triton, Praha 2007, ISBN 978-80-7254-869-9.
- Alice Domurat Dreger: Hermafroditi a medicínská konstrukce pohlaví. [Hermaphrodites and the Medical Invention of Sex.] Triton, Praha 2009, ISBN 978-80-7387-040-9.
- Chandak Sengoopta: Otto Weininger : sexualita a věda v císařské Vídni. (Otto Weininger : Sexualität und Wissenschaft im kaiserlichen Wien.) [Otto Weininger : Sex, Science, and Self in Imperial Vienna.] Academia, Praha 2009, ISBN 978-80-200-1753-6.
- Howard I. Kushner: Tourettův syndrom. (Tourette-Syndrom.) [A Cursing Brain? : The Histories of Tourette Syndrome.] Triton, Praha 2011, ISBN 978-80-7387-471-1.
- Ian Buruma: Krocení bohů : Náboženství a demokracie na třech kontinentech. [Taming the Gods : Religion and Democracy on Three Continents.] Academia, Praha 2012, ISBN 978-80-200-2040-6.
- David Benatar: Nebýt či být : O utrpení, které přináší příchod na tento svět. [Better Never to Have Been : The Harm of Coming into Existence.] Dybbuk, Praha 2013. ISBN 978-80-7438-085-3.
- Yosef Hayim Yerushalmi: Freudův Mojžíš : Judaismus konečný a nekonečný. (Freuds Moses : Endliches und unendliches Judentum.) [Freud's Moses : Judaism Terminable and Interminable.] Academia, Praha 2015, ISBN 978-80-200-2501-2.
- Jeffrey M. Smith: Doba jedová 5 : Geneticky modifikované potraviny. [Genetic Roulette : The Documented Health Risks of Genetically Engineered Foods.] Triton, Praha 2015, ISBN 978-80-7387-924-2.
- Dambisa Moyo: Kterak Západ zbloudil : 50 let ekonomického bláznovství – a neúprosná rozhodnutí, která nás čekají. (Der Untergang des Westens : Haben wir eine Chance in der neuen Wirtschaftsordnung?) [How the West Was Lost : Fifty Years of Economic Folly – And the Stark Choices that Lie Ahead.] Academia, Praha 2015, ISBN 978-80-200-2500-5.
- Christopher Lasch: Kultura narcismu : Americký život ve věku snižujících se očekávání. (Das Zeitalter des Narzissmus.) [The Culture of Narcissism : American Life in an Age of Diminishing Expectations.] Triton, Praha 2016, ISBN 978-80-7553-000-4.
- Anita Phillips: Obrana masochismu. [A Defence of Masochism.] Volvox Globator, Praha 2016, ISBN 978-80-7511-298-9.
- Mark Wolynn: Trauma : nechtěné dědictví : jak nás formuje zděděné rodinné trauma a jak je překonat. [It Didn't Start with You : How Inherited Family Trauma Shapes Who We Are and How to End the Cycle.] Triton, Praha 2017, ISBN 978-80-7553-129-2.
- Harriet A. Washington: Doba jedová 8 : Infekční šílenství : Vakcíny, antibiotika, autismus, schizofrenie, viry. [Infectious madness : The Surprising Science of How We "Catch" Mental Illness.] Triton, Praha 2017. ISBN 978-80-7553-343-2.
- Ty M. Bollinger: Pravda o rakovině : Vše, co potřebujete vědět o historii, léčbě a prevenci této zákeřné nemoci. (Die Wahrheit über Krebs : Was sie über die Geschichte und die Behandlung von Krebs wissen sollten.) [The Truth about Cancer : What You Need to Know about Cancer's History, Treatment, and Prevention.] Dobrovský, Praha 2017. ISBN 978-80-7390-592-7.
- David Bakan: Sigmund Freud a židovská mystická tradice. [Sigmund Freud and the Jewish Mystical Tradition.] Volvox Globator, Praha 2017. ISBN 978-80-7511-363-4.
- Dan Allender: Léčba zraněného srdce : Bolest ze sexuálního zneužití a naděje na proměnu. (Das verwundete Herz : Hilfe für erwachsene Opfer sexueller Gewalt im Kindesalter.) [Healing the Wounded Heart : The Heartache of Sexual Abuse and the Hope of Transformation.] Triton, Praha 2018. ISBN 978-80-7553-518-4.
- Nancy L. Mace, Peter V. Rabins: Alzheimer : Rodinný průvodce péčí o nemocné s Alzheimerovou chorobou a jinými demencemi. (Der 36-Stunden-Tag : Die Pflege des verwirrten älteren Menschen, speziell des Alzheimer-Kranken.) [The 36-Hour Day: A Family Guide to Caring for People Who Have Alzheimer Disease, Other Dementias, and Memory Loss.] Triton, Praha 2018. ISBN 978-80-7553-583-2.
- Anne Rooney: Příběh psychologie : Od duchů k psychoterapii: naše mysl v průběhu věků. (Geschichte der Psychologie : Die Erforschung der Psyche – vom Geisterglauben zur modernen Psychotherapie.) [The Story of Psychology : From Spirits to Psychotherapy: Tracing the Mind Through the Ages.] Dobrovský, Praha 2018. ISBN 978-80-7390-889-8.
- Gina Perry: Ztracení chlapci : Kontroverzní psychologický experiment Muzafera Sherifa ve Státním parku Robbers Cave. [The Lost Boys : Inside Muzafer Sherif's Robbers Cave Experiment.] Triton, Praha 2019. ISBN 978-80-7553-667-9.

### Übersetzungen aus dem Französischen ins Tschechische
- Boris Cyrulnik: Když si dítě sáhne na život. (Wenn Kinder sich selbst töten.) [Quand un enfant se donne « la mort ».] Triton, Praha 2020. ISBN 978-80-7553-788-1.
- Boris Cyrulnik: V noci jsem psal o slunci : psaní jako prostředek terapie. [La nuit, j'écrirai des soleils.] Triton, Praha 2020. ISBN 978-80-7553-819-2.

### Bewertungen und Nominationen
- Die Übersetzung des Buches von Chandak Sengoopta Otto Weininger, Sexualita a věda v císařské Vídni (Otto Weininger, Sexualität und Wissenschaft im kaiserlichen Wien) wurde für den Akademie-Verlag-Preis für Übersetzungen von wissenschaftlichen oder belehrenden Texte in dem Jahr 2009 (2. Jahrgang) nominiert.